# كثرة الشبكيات
كثرة الشبكيات هي حالة يحدث فيها زيادةٌ في الخلايا الشبكية، وهي خلايا دم حمراء غير ناضجة. تُلاحظ بشكلٍ شائعٍ في فقر الدم، ويمكن مشاهدتها في اللطخات الدموية عندما يكون نخاع العظام نشطًا كثيرًا لمحاولة استبدال فقد خلايا الدم الحمراء، مثلًا في فقر الدم الانحلالي والنزف.